# リビア・ヘラルド
リビア・ヘラルド (アラビア語: ليبيا هيرلد)は、リビア、トリポリに拠点を置く英字新聞。2012年2月17日に設立された。

## 創設
リビア・ヘラルドは2012年2月17日、2011年のリビア内戦の勃発から一年目に創設された。現在はニュースをウェブサイト上にて掲載しているが、近い将来には印刷版を刊行する計画がある。リビア・ヘラルドはイギリスのジャーナリスト、マイケル・カズンズが主導している。カズンズはリビア育ちであり、経歴の大半をアラブ世界で働いてきた。カズンズはリビアのジャーナリスト、サミ・ザプティアとリビア・ヘラルドを共同設立した。サミ・ザプティアは国有のトリポリ・ポストで10年にわたって勤務したが、カダフィ政権の厳しい検閲に不満を抱き、リビア内戦の勃発で辞職した。

## 編集者
2013年1月まで、同紙の副編集長はジョージ・グラントだった。グラントはイギリスのジャーナリストで、タイムズ紙のリビア特派員としても働いていた。グラントはベンガジにて進めていた死亡者のリストの調査に続き、ベンガジのイスラム主義者らによるものと疑われる誘拐の脅迫を受け、後にリビアを離れることを余儀なくされた。